# Circus (Britney Spears-album)
 For alternative betydninger, se Circus. (Se også artikler, som begynder med Circus)
Circus er det sjette studiealbum af den amerikanske popsangerinde Britney Spears, der blev udgivet den 28. november 2008 på Jive Records. Spears beskrev albummet, der inkorporer pop og dance-pop-stilarter, som "en smule lysere" end hendes forrige studiealbum, Blackout (2007). En bred vifte af forskellige producere bidrog til albummet, heriblandt Bloodshy & Avant og Danja. Albummet blev indspillet i 2008, efter et år med meget medieomtale af Spears' personlige problemer i 2007. Det kulminerede i 2008 i da retten i Los Angeles besluttede at faren Jamie Spears skulle gøres til hendes midlertidige værge.
Ved udgivelsen modtog Circus overvejende gode anmeldelser fra musikkritikere, der noterede sig ligheder til tekstindholdet i Blackout. Albummet debuterede på førstepladsen i USA, med 505.000 solgte eksemplarer i den første uge. Circus blev Britney Spears' bedst sælgende album siden In the Zone (2003), med over 4,5 millioner eksemplarer på verdensplan. Spears påbegyndte hendes femte turné The Circus Starring Britney Spears for at promovere albummet. Under den australske del af turnéen blev Britney Spears anklaget for at mime. Hun deltog yderligere i adskille tv-udsendelser.
Fire officielle singler blev udgivet fra albummet. Førstesinglen "Womanizer", blev et internationalt hit og slog rekorden for længste spring til nummer ét på Billboard Hot 100 i USA, efter at have debuteret som nummer 96 på hitlisten. Sangen blev Spears' bedst sælgende single i USA siden hendes debutsingle "...Baby One More Time". Den anden single "Circus" debuterede på tredjepladsen i USA. "If U Seek Amy" blev udgivet som albummets tredje single, og var kontroversiel for dens tvetydige tekst. Den opnåede en nittendeplads på hitlisten i USA. Circus blev dermed Spears' andet album siden ...Baby One More Time (1999) til at afføde to top 10 hits og tre top 20 hits. Det var også hendes første album til at afføde to top 5 hits. "Womaizer" blev nomineret til en Grammy Award for bedste dance-indspilning, men tabte til Lady Gagas "Poker Face".

## Spor
| 1.    | "Womanizer"          | Nikesha Briscoe, Rafael Akinyemi                                                           | K. Briscoe/The Outsyders           | 3:44 |
| 2.    | "Circus"             | Lukasz Gottwald, Claude Kelly, Benjamin Levin                                              | Dr. Luke, Benny Blanco             | 3:12 |
| 3.    | "Out from Under"     | Shelly Peiken, Arnthor Birgisson, Wayne Hector                                             | Guy Sigsworth                      | 3:53 |
| 4.    | "Kill the Lights"    | Nathaniel Hills, James Washington, Luke Boyd, Marcella Araica                              | Danja                              | 3:59 |
| 5.    | "Shattered Glass"    | Gottwald, Kelly, Levin                                                                     | Dr. Luke, Blanco                   | 2:52 |
| 6.    | "If U Seek Amy"      | Max Martin, Shellback, Savan Kotecha, Alexander Kronlund                                   | Martin                             | 3:36 |
| 7.    | "Unusual You"        | Christian Karlsson, Pontus Winnberg, Henrik Jonback, Kasia Livingston                      | Bloodshy & Avant                   | 4:21 |
| 8.    | "Blur"               | Hills, Stacy Barthe, Araica                                                                | Danja                              | 3:07 |
| 9.    | "Mmm Papi"           | Britney Spears, Henry Walter, Adrien Gough, Peter-John Kerr, Nicole Morier                 | Let's Go to War                    | 3:22 |
| 10.   | "Mannequin"          | Spears, Harvey Mason, Jr., Rob Knox, James Fauntleroy II                                   | Harvey Mason, Jr., Rob Knox        | 4:06 |
| 11.   | "Lace and Leather"   | Gottwald, Levin, Frankie Storm, Ronnie Jackson                                             | Dr. Luke, Blanco (co.)             | 2:47 |
| 12.   | "My Baby"            | Spears, Sigsworth                                                                          | Sigsworth                          | 3:18 |
| 13.   | "Radar" (bonus spor) | Karlsson, Winnberg, Jonback, Balewa Muhammad, Candice Nelson, Ezekiel Lewis, Patrick Smith | Bloodshy & Avant, The Clutch (co.) | 3:48 |
| 46:15 |                      |                                                                                            |                                    |      |

## Udgivelseshistorik
- Europa: 28. november 2008
- Sydafrika og New Zealand: 29. november 2008
- Storbritannien: 1. december 2008
- Canada, Amerika, Mexico: 2. december 2008 (Britney Spears's 27 års fødselsdag)
- Danmark: 2. december 2008